# Joseph Pothier
Dom Joseph Pothier (Bouzemont, 7 dicembre 1835 – Conques, 8 dicembre 1923) fu un monaco benedettino e musicologo francese che divenne abate.
Fu un importante e colto storiografo del canto gregoriano, collocandosi sulla scia dell'opera incominciata da Dom Prosper Guéranger.

## Biografia
Dopo gli studi presso il seminario di Châtel-sur-Moselle e nel seminario di Saint-Die, dove rimase fino alla sua ordinazione, si trasferì all'abbazia benedettina di San Pietro di Solesmes nel 1859.
Ha insegnato teologia all'abbazia di Solesmes e ha ottenuto successivamente l'incarico di abate del monastero di Saint-Martin di Ligugé (1893-1894), prima di ricevere nel 1896 in dono da George Stanislaus, III duca de Stacpoole, l'abbazia di Saint-Wandrille de Fontenelle (1896-1898), che fu ristrutturata e della quale Pothier diventò l'abate.
Musicologo, allievo e collaboratore di Prosper Guéranger, abate benedettino di Solesmes, Joseph Pothier ha fatto per più di venti anni un'intensa ricerca sui manoscritti di diverse biblioteche in Francia e all'estero, in Alsazia, Svizzera, Germania, Roma, e fu uno dei principali contributori della rinascita e della revisione del canto gregoriano.
Filologo, autore di un gran numero di studi paleografici, articoli e saggi sulla musica sacra e compositore di molte opere in stile gregoriano (Officium Defunctorum, 1887), Pothier è stato invitato formare un gran numero di chierici diocesani e comunità religiose di tutte le congregazioni.
Nell'anno 1890 ha pubblicato il libro Les Mélodies Grégoriennes, che per molti decenni è rimasto una pietra miliare nella specifica materia.
A Solesmes, durante la sua guida e sotto il suo controllo, venne iniziata, nell'anno 1889, la pubblicazione dei manoscritti musicali riguardanti il periodo storico che va dal IX secolo al XVI secolo; questa iniziativa venne denominata Paléographie Musicale.
All'inizio del XX secolo è emigrato dalla Francia al Belgio assieme alla sua comunità esiliata, in conseguenza della legge francese sulle associazioni, che in qualche modo penalizzava le congregazioni religiose.
Nell'anno 1904 ottenne da papa Pio X la nomina alla presidenza della commissione dedita alla stampa della sezione musicale della liturgia cattolica. Come presidente di questa commissione Dom Pothier visse dal 1904 al 1913 a Roma.
Durante la sua guida dell'abbazia di Saint Wandrille fondò l'abbazia di Saint-Benoit-du-Lac in Québec.
Joseph Pothier morì nel convento di Conques l'8 dicembre 1923.
Tra le sue pubblicazioni, annoveriamo un'importante raccolta storico-critica sul canto gregoriano, intitolata Méthode du Chant Grégorien,
una antologia di inni e canti denominata Revue du Chant Grégorien (1892-1914) e  Les mélodies grégoriennes d'après la tradition.